# Sanna Nielsen
Sanna Viktoria Nielsen (født 27. november 1984 i Edenryd, Bromölla i Sverige) er en svensk sangerinde. Hun har turneret rundt i Sverige og har deltaget syv gange i Melodifestivalen, som hun vandt i 2014 med sangen "Undo". Hun repræsenterede herefter Sverige med sangen ved Eurovision Song Contest 2014 i København, hvor den opnåede en tredjeplads.
Sanna Nielsens bedstefar var dansk, deraf det danske efternavn.

## Diskografi

### Album
- 1996 – Silvertoner
- 1997 – Min önskejul
- 2006 – Nära mej, nära dej
- 2007 – Sanna 11-22
- 2008 – Stronger
- 2011 – I'm In Love
- 2012 – Vinternatten
- 2013 – Min jul
- 2014 - 16 bästa
- 2014 - 7